# Le Roi Peste
Le Roi Peste (King Pest) est une nouvelle d'Edgar Allan Poe publiée pour la première fois en septembre 1835. Traduite en français par Charles Baudelaire et accompagnée de l'épigraphe « Histoire contenant une allégorie », elle fait partie du recueil Nouvelles histoires extraordinaires. Comme la plupart de celles se trouvant dans ce recueil, cette nouvelle se situe dans la tradition du roman gothique.

## Résumé
L'histoire se déroule en Angleterre, près de la Tamise, une nuit d'octobre sous le règne d'Édouard III. Deux matelots du Free-and-Easy, une goélette de commerce, se saoulent dans l'insalubre taverne du « Joyeux Loup de mer ». Le premier surnommé Legs est aussi grand que décharné et son air sérieux n'a d'égal que le caractère goguenard du second, son compagnon Hugh Tarpaulin qui lui est petit et trapu. Ivres et sans le sou, ces derniers décident de partir sans payer ce qui leur vaut d'être poursuivis par la tavernière furieuse. L'action les pousse à fuir dans les sinistres quartiers - condamnés par ordre royal à cause de la Peste qui y aurait élu domicile - et à se réfugier dans un atelier de pompes funèbres. 
À l'intérieur ils découvrent une bien étrange scène : six étranges personnages à la physionomie dérangeante tiennent ce qui s'apparente à une réunion autour d'une table constellée d'alcools divers et variés. Les deux compères sont invités à se joindre aux convives à l'allure noble (et répondant respectivement aux noms de Roi Peste Ier, Reine Peste, Sa Grâce l'Archiduc Pest-Ifère, Sa Grâce le duc Pest-Ilentiel, Sa Grâce le duc Tem-Pestueux et Son Altesse sérénissime l'Archiduchesse Ana-Peste) dans ce qui est considéré comme « la salle du trône ». Cependant ils ne tardent pas à faire preuve, à plusieurs reprises, d'une grossièreté déplacée qui vexe profondément les hôtes. Puni par le Roi Peste Ier, Hugh Tarpaulin frôle alors la noyade dans un baril d'alcool, mais est sauvé de justesse par Legs qui sème le désordre et parvient à fuir la scène en compagnie de son ami.

## Thèmes
Selon Baudelaire, trois thèmes majeurs sont traités dans cette œuvre. Tout d'abord vient celui qu'on pourrait qualifier de « multiple personnification » ; puis le second thème abordé est relatif à la mort, comme expliqué dans un article universitaire publié par l'université de Virginie. Enfin, le dernier thème traité avec un soin particulier est celui de l'alcool, associé, comme la plupart du temps en littérature, à un poison rongeant aussi bien le corps que la volonté.